# Segona guerra dels Cent Anys

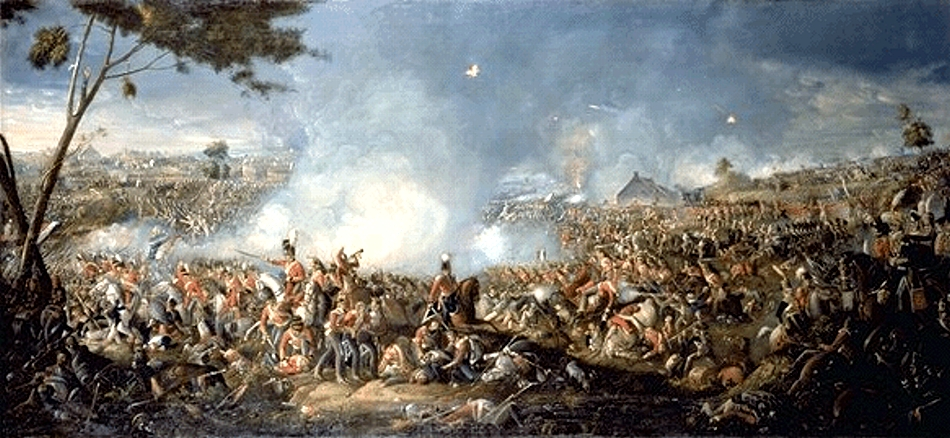
La batalla de Waterloo, 1815, on el duc de Wellington i Gebhard Leberecht von Blücher derrotaren Napoleó. Aquesta es considera la batalla final de la Segona Guerra dels Cents Anys

La segona guerra dels Cent Anys és una expressió que descriu tota la sèrie de conflictes militars en què s'enfrontaren al Regne de la Gran Bretanya i França des del 1688 fins al 1815. Igual com el de guerra dels Cent Anys (1337-1453), aquest terme no designa pas una guerra en concret, sinó un estat de guerra persistent entre dues potències rivals. L'ús de segona guerra dels Cent Anys com a concepte genèric indica una interrelació entre totes les guerres com a fases d'una lluita entre França i Gran Bretanya pel domini mundial.
Les diferents guerres francobritàniques del segle xviii sovint implicaren altres potències europees en grans aliances; però, excepte en el cas de la guerra de la Quàdruple Aliança, França i Gran Bretanya sempre foren enemics. Per la seva amplitud, algunes d'aquestes guerres, com ara la guerra dels Set Anys, s'han considerat com a guerres mundials, ja que es donaren batalles a les colònies de l'Índia i d'Amèrica, com també a tot arreu de les rutes oceàniques.
La sèrie de guerres va començar amb l'accés al tron de Guillem III arran del triomf de la Gloriosa Revolució del 1688, en què fou destronat Jaume II d'Anglaterra i VII d'Escòcia, el qual s'exilià a França sota la protecció de Lluís XIV.
Durant el segle xvii, tant Jaume I d'Anglaterra i VI d'Escòcia com el seu fill i successor Carles I havien evitat implicar-se en la Guerra dels Trenta Anys, com també havien procurat mantenir bones relacions amb França, política aquesta continuada després tant pel règim republicà d'Oliver Cromwell com per la monarquia restaurada de Carles II i Jaume II. Ara bé, Guillem III, considerant-se el campió del protestantisme, va voler combatre la monarquia catòlica de Lluís XIV. Les tensions continuaren durant les següents dècades, quan França va donar suport als pretendents jacobites, descendents del destronat Jaume II d'Anglaterra i VII d'Escòcia, que disputaven el tron als successors de Guillem III.
Després de mort Guillem III, l'oposició francobritànica va girar al voltant ja no de la religió sinó de l'economia i el comerç, ja que tots dos estats aspiraven a aconseguir el domini colonial d'Amèrica i l'Àsia, qüestió aquesta en què la guerra dels Set Anys (1756-1763) va tenir uns resultats decisius.
La rivalitat va continuar arran de l'oposició britànica a la Revolució Francesa i de les guerres de la Gran Bretanya contra la República Francesa i contra l'Imperi napoleònic. La derrota de Napoleó el 1813 en la batalla de Leipzig, seguida el 1815 per l'Imperi dels Cent Dies i Waterloo, va posar fi a l'estat de guerra permanent entre França i la Gran Bretanya. Per això, el discurs usat en cadascun dels dos països per a referir-se a l'altre va evolucionar de la idea de l'“enemic natural” cap a l'acord i la tolerància envers l'altre. Un segle més tard, França i Gran Bretanya van ser capaces d'arribar a l'entesa cordial, demostrant així que tant la primera com la segona guerres dels Cent Anys eren una cosa del passat. Van continuar les diferències culturals, però el conflicte violent s'havia acabat.

## "Cartago" i "Roma"
Durant la segona guerra dels Cent Anys, a França molta gent denominava la Gran Bretanya la Pèrfida Albió, criticant així els britànics com a gent en què no es podia confiar. Seguint aquesta lògica, comparaven Gran Bretanya i França amb les antigues Cartago i Roma, en què Cartago era un estat imperialista violent que va acabar en una desfeta total, mentre que Roma era una pròspera capital intel·lectual i cultural.
Aquesta comparació duia a considerar que francesos i britànics eren dos pobles tan diferents que els resultava impossible arribar a acords pacífics; la guerra era, doncs, l'única manera de resoldre les seves diferències. França era l'enemic natural de la Gran Bretanya, però la Gran Bretanya era sempre l'obstacle que impedia el domini d'Europa per França.

## Guerres incloses
- Guerra dels Nou Anys (1688-1697)
- Guerra de Successió Espanyola (1701-1714)
- Guerra de Successió Austríaca (1742-1748)
- Guerres franco-índies (1688-1763)
  - La Guerra del rei Guillem (1688-1697)
  - La Guerra de la Reina Anna (1702-1713)
  - La Guerra del Rei Jordi (1744-1748)
  - La Guerra Franco-Índia (1754-1763)
- Guerra dels Set Anys (1756-1763)
- Guerra d'Independència dels Estats Units (1775-1783)
- Guerres de la Revolució Francesa (1792-1802)
  - Primera Coalició (1792-1797)
  - Segona Coalició (1798-1802)
- Guerres Napoleòniques (1803-1815)
  - Guerra del Francès (1808-1814)
  - L'Imperi dels Cent Dies (1815)